# بيتر بيرسون (مخرج)
بيتر بيرسون هو كاتب سيناريو ومنتج أفلام ومخرج كندي، ولد في 13 مارس 1938 في تورونتو في كندا.

## وصلات خارجية
- بيتر بيرسون على موقع IMDb (الإنجليزية)
- بيتر بيرسون على موقع أول موفي (الإنجليزية)
- بيتر بيرسون على موقع قاعدة بيانات الأفلام السويدية (السويدية)
- بيتر بيرسون على موقع قاعدة بيانات الفيلم (الإنجليزية)
- بيتر بيرسون على موقع كينوبويسك (الروسية)